# Carol (film)
Carol  je britsko-americký romantický a dramatický film z roku 2015. Režie se ujal Todd Haynes a scénáře Phyllis Nagy. Snímek se inspiroval romantickou novelou Cena soli (později vydávaná jako Carol) od Patricie Highsmithové. Ve filmu hrají Cate Blanchettová, Rooney Mara, Sarah Paulsonová, Jake Lacy a Kyle Chandler. Film se odehrává v New Yorku na začátku roku 1950, vypráví příběh zakázané aférky mezi začínající fotografkou a starší ženou, která prochází těžkým rozvodem.
Snímek soutěžil o Zlatou palmu na Filmovém festivalu v Cannes. Získal šest nominací na Oskara, pět nominací na Zlatý glóbus a devět nominací na cenu BAFTA. Několika publikacemi byl snímek zařazen mezi nejlepší filmy roku 2015, objevil se v přes 130 top deseti žebříčků.
Premiéru měl na Filmovém festivalu v Cannes 17. května 2015, do kin byl oficiálně uveden limitovaně 20. listopadu 2015 a poté do více kin 15. ledna 2016. V České republice měl film premiéru 21. dubna 2016.

## Obsazení
| Cate Blanchettová  | Carol Aird         |
| Rooney Mara        | Therese Belivet    |
| Sarah Paulsonová   | Abby Gerhard       |
| Jake Lacy          | Richard Semco      |
| Kyle Chandler      | Harge Aird         |
| John Magaro        | Dannie McElroy     |
| Cory Michael Smith | Tommy Tucker       |
| Carrie Brownstein  | Genevieve Cantrell |
| Kevin Crowley      | Fred Haymes        |
| Nik Pajic          | Phil McElroy       |

## Vydání

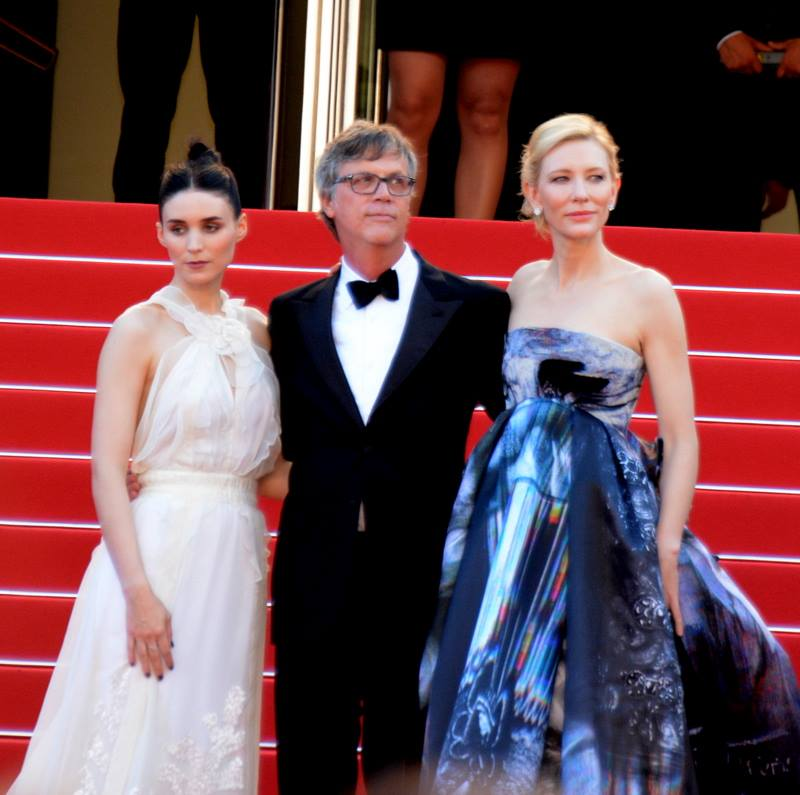
Rooney Mara, Todd Haynes a Cate Blanchettová na Filmovém festivalu v Cannes

Carol měl světovou premiéru na Filmovém festivalu v Cannes v roce 2015. V Severní Americe debutoval na Filmovém festivalu v Telluride a promítal se také na Newyorském filmovém festivalu a to 9. října 2015. 14. října 2015 měl premiéru na Londonském filmovém festivalu BFI. Původně měl mít film premiéru ve Spojených státech 18. prosince, datum byl přesunut na 20. listopadu, ten den se promítal pouze ve čtyřech promítacích sálech, 11. prosince se již vysílal v 16 sálech a 25. prosince ve 180 kinech. V lednu 2016 se promítal v 520 kinech.

## Přijetí
Na Filmovém festivalu v Cannes snímek obdržel 10 minutový potlesk ve stoje. Kritikové vychvalovali režii, vystoupení Blanchettové a Mary, kameru, kostýmy a hudbu. Na recenzní stránce Rotten Tomatoes získal z 247 započtených recenzí 94 procent s průměrným ratingem 8,6 bodů z deseti. Na serveru Metacritic snímek získal z 44 recenzí 95 bodů ze sta. Na Česko-Slovenské filmové databázi snímek získal 63%.

### Tržby
Film vydělal 12,7 milionů dolarů v Severní Americe a 27,6 milionů dolarů v ostatních oblastech, celkově tak vydělal 40,3 milionů dolarů po celém světě. Rozpočet filmu činil 11,8 milionů dolarů. Ve Spojeném království film za první víkend získal 812 tisíc dolarů. 20. listopadu se film ve Spojených státech promítal ve čtyřech kinech, ve dvou v New Yorku a ve dvou v Los Angeles. Projektován byl výdělek 50 tisíc za každé kino. Film za svůj první víkend získal 253 510 dolarů a stal se tak nejvýdělečnějším filmem pro režiséra Haynese. Za druhý víkend vydělal 203 076 dolarů. Třetí víkend vydělal 147 241 dolarů.
Mimo Severní Ameriku byl film uveden do kin ve 42 zemí. Ve Velké Británii a Irsku film získal 3,3 miliony dolarů, ve Francii 2,8 milionů dolarů, v Austrálii 2 miliony dolarů, v Rusku 2 miliony dolarů, v Indonésii 1,9 milionů dolarů, na Tchaj-wanu 1,6 milionů dolarů a ve Spojených arabských emirátech 1,3 milionů dolarů.

## Ocenění a nominace
Snímek získal přes 250 nominací a přes 70 ocenění a vyznamenání. Na Filmovém festivalu v Cannes získal cenu Queer Palm, ocenění v oblasti kinematografie s gay, lesbickou, bisexuální a transgender tematikou. Získal šest nominací na Oskara, pět nominací na Zlatý glóbus a devět nominací na cenu BAFTA.
| Ocenění                                       | Datum ceremoniálu  | Kategorie                                         | Nominovaný                     | Výsledek  |
| --------------------------------------------- | ------------------ | ------------------------------------------------- | ------------------------------ | --------- |
| AACTA Awards                                  | 29. ledna 2016     | Nejlepší film                                     | Carol                          | nominace  |
| AACTA Awards                                  | 29. ledna 2016     | Nejlepší režie                                    | Todd Haynes                    | nominace  |
| AACTA Awards                                  | 29. ledna 2016     | Nejlepší scénář                                   | Phyllis Nagy                   | nominace  |
| AACTA Awards                                  | 29. ledna 2016     | Nejlepší herečka v hlavní roli                    | Cate Blanchett                 | vítězství |
| AACTA Awards                                  | 29. ledna 2016     | Nejlepší herečka ve vedlejší roli                 | Rooney Mara                    | vítězství |
| AARP Movies For Grownups Awards               | 5. ledna 2016      | Nejlepší režie                                    | Todd Haynes                    | nominace  |
| AARP Movies For Grownups Awards               | 5. ledna 2016      | Nejlepší zamilovaný příběh pro dospělé            | Carol                          | nominace  |
| AARP Movies For Grownups Awards               | 5. ledna 2016      | Nejlepší časová kapsule                           | Carol                          | nominace  |
| African-American Film Critics Association     | 7. prosince 2015   | Nejlepších deset filmů                            | Carol                          | vítězství |
| Alliance of Women Film Journalists            | 13. ledna 2016     | Nejlepší film                                     | Carol                          | nominace  |
| Alliance of Women Film Journalists            | 13. ledna 2016     | Nejlepší režie                                    | Todd Haynes                    | nominace  |
| Alliance of Women Film Journalists            | 13. ledna 2016     | Nejlepší herečka v hlavní roli                    | Cate Blanchett                 | nominace  |
| Alliance of Women Film Journalists            | 13. ledna 2016     | Nejlepší herečka ve vedlejší roli                 | Rooney Mara                    | nominace  |
| Alliance of Women Film Journalists            | 13. ledna 2016     | Nejlepší adaptovaný scénář                        | Phyllis Nagy                   | vítězství |
| Alliance of Women Film Journalists            | 13. ledna 2016     | Nejlepší kamera                                   | Edward Lachman                 | vítězství |
| Alliance of Women Film Journalists            | 13. ledna 2016     | Nejlepší skladatel                                | Carter Burwell                 | nominace  |
| Alliance of Women Film Journalists            | 13. ledna 2016     | Nejlepší scenáristka                              | Phyllis Nagy                   | nominace  |
| Alliance of Women Film Journalists            | 13. ledna 2016     | Nejlepší zobrazení nahoty, sexuality nebo svádění | Carol                          | vítězství |
| American Society of Cinematographers Awards   | 14. února 2016     | Nejlepší kamera                                   | Edward Lachman                 | nominace  |
| Argentine Film Critics Association            | 7. srpna 2017      | Nejlepší cizojazyčný film                         | Carol                          | vítězství |
| Austin Film Critics Association               | 29. prosince 2015  | Nejlepší film                                     | Carol                          | nominace  |
| Austin Film Critics Association               | 29. prosince 2015  | Nejlepších deset filmů                            | Carol                          | vítězství |
| Austin Film Critics Association               | 29. prosince 2015  | Nejlepší režie                                    | Todd Haynes                    | nominace  |
| Austin Film Critics Association               | 29. prosince 2015  | Nejlepší herečka v hlavní roli                    | Rooney Mara                    | nominace  |
| Austin Film Critics Association               | 29. prosince 2015  | Nejlepší herečka v hlavní roli                    | Cate Blanchett                 | nominace  |
| Austin Film Critics Association               | 29. prosince 2015  | Nejlepší adaptovaný scénář                        | Phyllis Nagy                   | nominace  |
| Austin Film Critics Association               | 29. prosince 2015  | Nejlepší kamera                                   | Edward Lachman                 | vítězství |
| Austin Film Critics Association               | 29. prosince 2015  | Nejlepší skladatel                                | Carter Burwell                 | nominace  |
| Belgian Film Critics Association              | 7. ledna 2016      | Hlavní cena                                       | Carol                          | vítězství |
| Boston Society of Film Critics                | 11. prosince 2015  | Nejlepší režie                                    | Todd Haynes                    | vítězství |
| Boston Society of Film Critics                | 11. prosince 2015  | Nejlepší scénář                                   | Phyllis Nagy                   | 2. místo  |
| Boston Society of Film Critics                | 11. prosince 2015  | Nejlepší kamera                                   | Edward Lachman                 | vítězství |
| Filmová cena Britské akademie                 | 14. února 2016     | Nejlepší film                                     | Carol                          | nominace  |
| Filmová cena Britské akademie                 | 14. února 2016     | Nejlepší režie                                    | Todd Haynes                    | nominace  |
| Filmová cena Britské akademie                 | 14. února 2016     | Nejlepší herečka v hlavní roli                    | Cate Blanchett                 | nominace  |
| Filmová cena Britské akademie                 | 14. února 2016     | Nejlepší herečka ve vedlejší roli                 | Rooney Mara                    | nominace  |
| Filmová cena Britské akademie                 | 14. února 2016     | Nejlepší adaptovaný scénář                        | Phyllis Nagy                   | nominace  |
| Filmová cena Britské akademie                 | 14. února 2016     | Nejlepší kamera                                   | Edward Lachman                 | nominace  |
| Filmová cena Britské akademie                 | 14. února 2016     | Nejlepší výprava                                  | Judy Becker a Heather Loeffler | nominace  |
| Filmová cena Britské akademie                 | 14. února 2016     | Nejlepší kostýmy                                  | Sandy Powell                   | nominace  |
| Filmová cena Britské akademie                 | 14. února 2016     | Nejlepší masky                                    | Jerry DeCarlo a Patricia Regan | nominace  |
| British Independent Film Awards               | 3. listopadu 2015  | Nejlepší cizojazyčný nezávislý film               | Carol                          | nominace  |
| Camerimage                                    | 21. listopadu 2015 | Zlatý žabák za nejlepší kameru                    | Edward Lachman                 | vítězství |
| Camerimage                                    | 21. listopadu 2015 | Nejlepší kostýmy                                  | Sandy Powell                   | vítězství |
| Filmový festival v Cannes                     | 24. května 2015    | Palme d’Or                                        | Todd Haynes                    | nominace  |
| Filmový festival v Cannes                     | 24. května 2015    | Nejlepší herečka                                  | Rooney Mara                    | vítězství |
| Filmový festival v Cannes                     | 24. května 2015    | Queer Palm                                        | Carol                          | vítězství |
| Costume Designers Guild Awards                | 23. února 2016     | Nejlepší kostýmy (periodický film)                | Sandy Powell                   | nominace  |
| Critics' Choice Movie Awards                  | 17. ledna 2016     | Nejlepší film                                     | Carol                          | nominace  |
| Critics' Choice Movie Awards                  | 17. ledna 2016     | Nejlepší režie                                    | Todd Haynes                    | nominace  |
| Critics' Choice Movie Awards                  | 17. ledna 2016     | Nejlepší herečka v hlavní roli                    | Cate Blanchett                 | nominace  |
| Critics' Choice Movie Awards                  | 17. ledna 2016     | Nejlepší herečka ve vedlejší roli                 | Rooney Mara                    | nominace  |
| Critics' Choice Movie Awards                  | 17. ledna 2016     | Nejlepší skladatel                                | Carter Burwell                 | nominace  |
| Critics' Choice Movie Awards                  | 17. ledna 2016     | Nejlepší kamera                                   | Edward Lachman                 | nominace  |
| Critics' Choice Movie Awards                  | 17. ledna 2016     | Nejlepší kostýmy                                  | Sandy Powell                   | nominace  |
| Critics' Choice Movie Awards                  | 17. ledna 2016     | Nejlepší masky                                    | Jerry DeCarlo a Patricia Regan | nominace  |
| Critics' Choice Movie Awards                  | 17. ledna 2016     | Nejlepší výprava                                  | Judy Becker a Heather Loeffler | nominace  |
| Dallas–Fort Worth Film Critics Association    | 14. prosince 2015  | Nejlepších deset filmů                            | Carol                          | vítězství |
| Dallas–Fort Worth Film Critics Association    | 14. prosince 2015  | Nejlepší režie                                    | Todd Haynes                    | nominace  |
| Dallas–Fort Worth Film Critics Association    | 14. prosince 2015  | Nejlepší herečka v hlavní roli                    | Cate Blanchett                 | 2. místo  |
| Dallas–Fort Worth Film Critics Association    | 14. prosince 2015  | Nejlepší herečka ve vedlejší roli                 | Rooney Mara                    | vítězství |
| Dallas–Fort Worth Film Critics Association    | 14. prosince 2015  | Nejlepší kamera                                   | Edward Lachman                 | 2. místo  |
| Donatellův David                              | 18. dubna 2016     | Nejlepší cizojazyčný film                         | Carol                          | nominace  |
| Denver Film Critics Society                   | 11. ledna 2016     | Nejlepší herečka v hlavní roli                    | Cate Blanchett                 | nominace  |
| Detroit Film Critics Society                  | 14. prosince 2015  | Nejlepší herečka v hlavní roli                    | Cate Blanchett                 | nominace  |
| Dorian Awards                                 | 18. ledna 2016     | Nejlepší film                                     | Carol                          | vítězství |
| Dorian Awards                                 | 18. ledna 2016     | Nejlepší režie                                    | Todd Haynes                    | vítězství |
| Dorian Awards                                 | 18. ledna 2016     | Nejlepší herečka v hlavní roli                    | Rooney Mara                    | vítězství |
| Dorian Awards                                 | 18. ledna 2016     | Nejlepší herečka v hlavní roli                    | Cate Blanchett                 | nominace  |
| Dorian Awards                                 | 18. ledna 2016     | Nejlepší LQBTQ film                               | Carol                          | vítězství |
| Dorian Awards                                 | 18. ledna 2016     | Nejlepší scénář                                   | Phyllis Nagy                   | vítězství |
| Dorian Awards                                 | 18. ledna 2016     | Nejlepší vizuální film                            | Carol                          | nominace  |
| Empire Awards                                 | 20. března 2016    | Nejlepší kostýmy                                  | Sandy Powell                   | nominace  |
| Filmový festival Whistler                     | 7. prosince 2015   | Cena publika                                      | Carol                          | vítězství |
| Florida Film Critics Circle                   | 23. prosince 2015  | Nejlepší film                                     | Carol                          | nominace  |
| Florida Film Critics Circle                   | 23. prosince 2015  | Nejlepší režie                                    | Todd Haynes                    | 2. místo  |
| Florida Film Critics Circle                   | 23. prosince 2015  | Nejlepší herečka v hlavní roli                    | Cate Blanchett                 | nominace  |
| Florida Film Critics Circle                   | 23. prosince 2015  | Nejlepší herečka ve vedlejší roli                 | Rooney Mara                    | nominace  |
| Florida Film Critics Circle                   | 23. prosince 2015  | Nejlepší adaptovaný scénář                        | Phyllis Nagy                   | 2. místo  |
| Florida Film Critics Circle                   | 23. prosince 2015  | Nejlepší kamera                                   | Edward Lachman                 | 2. místo  |
| Florida Film Critics Circle                   | 23. prosince 2015  | Nejlepší výprava                                  | Judy Becker a Heather Loeffler | vítězství |
| Florida Film Critics Circle                   | 23. prosince 2015  | Nejlepší skladatel                                | Carter Burwell                 | 2. místo  |
| Frankfurt Book Fair                           | 21. října 2015     | Nejlepší cizojazyčný film                         | Carol                          | vítězství |
| Mediální cena GLAAD                           | 2. dubna 2016      | Nejlepší film                                     | Carol                          | vítězství |
| Gotham Awards                                 | 30. prosince 2015  | Nejlepší film                                     | Carol                          | nominace  |
| Gotham Awards                                 | 30. prosince 2015  | Nejlepší scénář                                   | Phyllis Nagy                   | nominace  |
| Gotham Awards                                 | 30. prosince 2015  | Nejlepší herečka v hlavní roli                    | Cate Blanchett                 | nominace  |
| Guldbagge Awards                              | 18. ledna 2016     | Nejlepší cizojazyčný film                         | Carol                          | nominace  |
| Hollywood Music in Media Awards               | 11. listopadu 2015 | Nejlepší skladatel (film)                         | Carter Burwell                 | nominace  |
| Houston Film Critics Society                  | 9. ledna 2016      | Nejlepší herečka v hlavní roli                    | Cate Blanchett                 | nominace  |
| Houston Film Critics Society                  | 9. ledna 2016      | Nejlepší herečka ve vedlejší roli                 | Rooney Mara                    | vítězství |
| Chicago Film Critics Association              | 16. prosince 2015  | Nejlepší film                                     | Carol                          | nominace  |
| Chicago Film Critics Association              | 16. prosince 2015  | Nejlepší režie                                    | Todd Haynes                    | nominace  |
| Chicago Film Critics Association              | 16. prosince 2015  | Nejlepší herečka v hlavní roli                    | Cate Blanchett                 | nominace  |
| Chicago Film Critics Association              | 16. prosince 2015  | Nejlepší kamera                                   | Edward Lachman                 | nominace  |
| Chicago Film Critics Association              | 16. prosince 2015  | Nejlepší skladatel                                | Carter Burwell                 | nominace  |
| Chicago Film Critics Association              | 16. prosince 2015  | Nejlepší výprava                                  | Carol                          | nominace  |
| Independent Spirit Awards                     | 27. února 2016     | Nejlepší film                                     | Carol                          | nominace  |
| Independent Spirit Awards                     | 27. února 2016     | Nejlepší režie                                    | Todd Haynes                    | nominace  |
| Independent Spirit Awards                     | 27. února 2016     | Nejlepší scénář                                   | Phyllis Nagy                   | nominace  |
| Independent Spirit Awards                     | 27. února 2016     | Nejlepší herečka v hlavní roli                    | Rooney Mara                    | nominace  |
| Independent Spirit Awards                     | 27. února 2016     | Nejlepší herečka v hlavní roli                    | Cate Blanchett                 | nominace  |
| Independent Spirit Awards                     | 27. února 2016     | Nejlepší kamera                                   | Edward Lachman                 | vítězství |
| Irish Film & Television Academy               | 9. dubna 2016      | Nejlepší mezinárodní herečka v hlavní roli        | Cate Blanchett                 | nominace  |
| London Film Critics' Circle                   | 17. ledna 2016     | Nejlepší film                                     | Carol                          | nominace  |
| London Film Critics' Circle                   | 17. ledna 2016     | Nejlepší režie                                    | Todd Haynes                    | nominace  |
| London Film Critics' Circle                   | 17. ledna 2016     | Nejlepší herečka v hlavní roli                    | Rooney Mara                    | nominace  |
| London Film Critics' Circle                   | 17. ledna 2016     | Nejlepší herečka v hlavní roli                    | Cate Blanchett                 | nominace  |
| London Film Critics' Circle                   | 17. ledna 2016     | Nejlepší scénář                                   | Phyllis Nagy                   | nominace  |
| London Film Critics' Circle                   | 17. ledna 2016     | Technické ocenění                                 | Carter Burwell (hudba)         | nominace  |
| London Film Critics' Circle                   | 17. ledna 2016     | Technické ocenění                                 | Edward Lachman (kamera)        | vítězství |
| Los Angeles Film Critics Association          | 6. prosince 2015   | Nejlepší režie                                    | Todd Haynes                    | 2. místo  |
| Los Angeles Film Critics Association          | 6. prosince 2015   | Nejlepší kamera                                   | Edward Lachman                 | 2. místo  |
| Los Angeles Film Critics Association          | 6. prosince 2015   | Nejlepší skladatel                                | Carter Burwell                 | vítězství |
| Los Angeles Film Critics Association          | 6. prosince 2015   | Nejlepší výprava                                  | Judy Becker a Heather Loeffler | 2. místo  |
| Mezinárodní filmový festival v Ghentu         | 26. října 2015     | Ocenění publika                                   | Carol                          | vítězství |
| Mezinárodní filmový festival v Chicagu        | 23. října 2015     | Gold Q Hugo                                       | Carol                          | vítězství |
| Cena národní společnost filmových kritiků     | 3. ledna 2016      | Nejlepší film                                     | Carol                          | 2. místo  |
| Cena národní společnost filmových kritiků     | 3. ledna 2016      | Nejlepší režie                                    | Todd Haynes                    | vítězství |
| Cena národní společnost filmových kritiků     | 3. ledna 2016      | Nejlepší kamera                                   | Edward Lachman                 | vítězství |
| New York Film Critics Circle                  | 2. prosince 2015   | Nejlepší film                                     | Carol                          | vítězství |
| New York Film Critics Circle                  | 2. prosince 2015   | Nejlepší režie                                    | Todd Haynes                    | vítězství |
| New York Film Critics Circle                  | 2. prosince 2015   | Nejlepší scénář                                   | Phyllis Nagy                   | vítězství |
| New York Film Critics Circle                  | 2. prosince 2015   | Nejlepší kamera                                   | Edward Lachman                 | vítězství |
| New York Film Critics Online                  | 6. prosince 2015   | Nejlepších deset filmů                            | Carol                          | vítězství |
| New York Film Critics Online                  | 6. prosince 2015   | Nejlepší herečka ve vedlejší roli                 | Rooney Mara                    | vítězství |
| Online Film Critics Society                   | 14. prosince 2015  | Nejlepší film                                     | Carol                          | nominace  |
| Online Film Critics Society                   | 14. prosince 2015  | Nejlepší režie                                    | Todd Haynes                    | nominace  |
| Online Film Critics Society                   | 14. prosince 2015  | Nejlepší herečka v hlavní roli                    | Cate Blanchett                 | vítězství |
| Online Film Critics Society                   | 14. prosince 2015  | Nejlepší herečka ve vedlejší roli                 | Rooney Mara                    | vítězství |
| Online Film Critics Society                   | 14. prosince 2015  | Nejlepší adaptovaný scénář                        | Phyllis Nagy                   | vítězství |
| Online Film Critics Society                   | 14. prosince 2015  | Nejlepší kamera                                   | Edward Lachman                 | nominace  |
| Oscar                                         | 28. února 2016     | Nejlepší herečka v hlavní roli                    | Cate Blanchett                 | nominace  |
| Oscar                                         | 28. února 2016     | Nejlepší herečka ve vedlejší roli                 | Rooney Mara                    | nominace  |
| Oscar                                         | 28. února 2016     | Nejlepší kamera                                   | Edward Lachman                 | nominace  |
| Oscar                                         | 28. února 2016     | Nejlepší adaptovaný scénář                        | Phyllis Nagy                   | nominace  |
| Oscar                                         | 28. února 2016     | Nejlepší skladatel                                | Carter Burwell                 | nominace  |
| Oscar                                         | 28. února 2016     | Nejlepší kostýmy                                  | Sandy Powell                   | nominace  |
| San Francisco Film Critics Circle             | 12. prosince 2015  | Nejlepší film                                     | Carol                          | nominace  |
| San Francisco Film Critics Circle             | 12. prosince 2015  | Nejlepší režie                                    | Todd Haynes                    | nominace  |
| San Francisco Film Critics Circle             | 12. prosince 2015  | Nejlepší herečka v hlavní roli                    | Cate Blanchett                 | nominace  |
| San Francisco Film Critics Circle             | 12. prosince 2015  | Nejlepší herečka v hlavní roli                    | Rooney Mara                    | nominace  |
| San Francisco Film Critics Circle             | 12. prosince 2015  | Nejlepší adaptovaný scénář                        | Phyllis Nagy                   | nominace  |
| San Francisco Film Critics Circle             | 12. prosince 2015  | Nejlepší kamera                                   | Edward Lachman                 | nominace  |
| San Francisco Film Critics Circle             | 12. prosince 2015  | Nejlepší výprava                                  | Judy Becker a Heather Loeffler | vítězství |
| Satellite Awards                              | 21. února 2016     | Nejlepší film                                     | Carol                          | nominace  |
| Satellite Awards                              | 21. února 2016     | Nejlepší střih                                    | Affonso Gonçalves              | nominace  |
| Satellite Awards                              | 21. února 2016     | Nejlepší herečka v hlavní roli                    | Cate Blanchett                 | nominace  |
| Satellite Awards                              | 21. února 2016     | Nejlepší herečka ve vedlejší roli                 | Rooney Mara                    | nominace  |
| Satellite Awards                              | 21. února 2016     | Nejlepší skladatel                                | Carter Burwell                 | vítězství |
| Screen Actors Guild Awards                    | 30. ledna 2016     | Nejlepší herečka v hlavní roli                    | Cate Blanchett                 | nominace  |
| Screen Actors Guild Awards                    | 30. ledna 2016     | Nejlepší herečka ve vedlejší roli                 | Rooney Mara                    | nominace  |
| St. Louis Film Critics Association            | 14. prosince 2015  | Nejlepší režie                                    | Todd Haynes                    | nominace  |
| St. Louis Film Critics Association            | 14. prosince 2015  | Nejlepší herečka v hlavní roli                    | Cate Blanchett                 | nominace  |
| St. Louis Film Critics Association            | 14. prosince 2015  | Nejlepší herečka ve vedlejší roli                 | Rooney Mara                    | nominace  |
| St. Louis Film Critics Association            | 14. prosince 2015  | Nejlepší kamera                                   | Edward Lachman                 | nominace  |
| St. Louis Film Critics Association            | 14. prosince 2015  | Nejlepší výprava                                  | Judy Becker a Heather Loeffler | nominace  |
| St. Louis Film Critics Association            | 14. prosince 2015  | Nejlepší skladatel                                | Carter Burwell                 | nominace  |
| Toronto Film Critics Association              | 14. prosince 2015  | Nejlepší film                                     | Carol                          | vítězství |
| Toronto Film Critics Association              | 14. prosince 2015  | Nejlepší režie                                    | Todd Haynes                    | vítězství |
| Vancouver Film Critics Circle                 | 14. prosince 2015  | Nejlepší režie                                    | Todd Haynes                    | nominace  |
| Vancouver Film Critics Circle                 | 14. prosince 2015  | Nejlepší herečka v hlavní roli                    | Cate Blanchett                 | nominace  |
| Washington D.C. Area Film Critics Association | 8. prosince 2015   | Nejlepší režie                                    | Todd Haynes                    | nominace  |
| Washington D.C. Area Film Critics Association | 8. prosince 2015   | Nejlepší herečka v hlavní roli                    | Cate Blanchett                 | nominace  |
| Washington D.C. Area Film Critics Association | 8. prosince 2015   | Nejlepší herečka ve vedlejší roli                 | Rooney Mara                    | nominace  |
| Washington D.C. Area Film Critics Association | 8. prosince 2015   | Nejlepší adaptovaný scénář                        | Phyllis Nagy                   | nominace  |
| Washington D.C. Area Film Critics Association | 8. prosince 2015   | Nejlepší výprava                                  | Judy Becker a Heather Loeffler | nominace  |
| Washington D.C. Area Film Critics Association | 8. prosince 2015   | Nejlepší kamera                                   | Edward Lachman                 | nominace  |
| Washington D.C. Area Film Critics Association | 8. prosince 2015   | Nejlepší skladatel                                | Carter Burwell                 | nominace  |
| Women Film Critics Circle                     | 17. prosince 2015  | Nejlepší scénář                                   | Phyllis Nagy                   | vítězství |
| World Soundtrack Academy                      | 19. října 2015     | Nejlepší skladatel                                | Carter Burwell                 | vítězství |
| Writers Guild of America Awards               | 13. února 2016     | Nejlepší adaptovaný scénář                        | Phyllis Nagy                   | nominace  |
| Zlatý glóbus                                  | 10. ledna 2016     | Nejlepší film (drama)                             | Carol                          | nominace  |
| Zlatý glóbus                                  | 10. ledna 2016     | Nejlepší režie                                    | Todd Haynes                    | nominace  |
| Zlatý glóbus                                  | 10. ledna 2016     | Nejlepší herečka v hlavní roli (drama)            | Cate Blanchett                 | nominace  |
| Zlatý glóbus                                  | 10. ledna 2016     | Nejlepší herečka v hlavní roli (drama)            | Rooney Mara                    | nominace  |
| Zlatý glóbus                                  | 10. ledna 2016     | Nejlepší skladatel                                | Carter Burwell                 | nominace  |